# Pia Brătianu

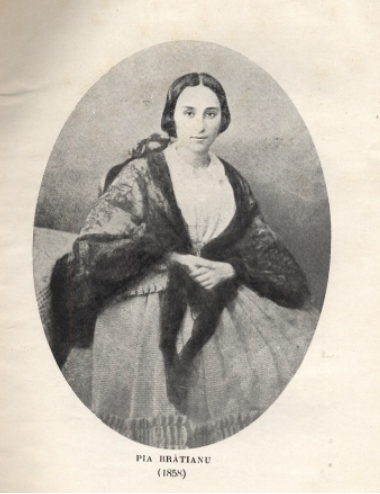
Caliopi-Pia Pleșoianu în 1858, la căsătoria cu Ion C. Brătianu

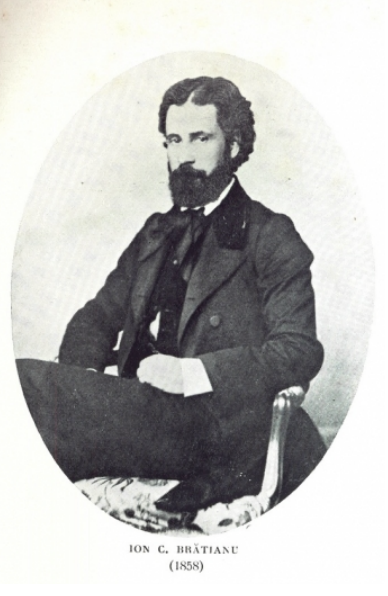
Ion C. Brătianu în 1858, la căsătoria cu Caliopi-Pia Pleșoianu

Caliopia (Pia) Brătianu (nume de fată: Pleșoianu, n. 1841, Pleșoiu, Vâlcea – d.1920, București) a fost soția lui Ion C. Brătianu și mama viitorilor prim-miniștri ai României Ion I.C. Brătianu și Vintilă I.C. Brătianu.

## Biografie
Părinții săi au fost pitarul Luca și Evghenia Pleșoianu (fiica lui Ghiță și Sultana Capeleanu), familie de mici boieri din județul Vâlcea. Mama sa, căsătorită de părinți la 16 ani cu Luca Pleșoianu, a fost considerată în epocă una din cele mai frumoase, bine crescute și de bună familie fată din Râmnicu Vâlcea. Ea a murit de tânără, de friguri puerperale, la nașterea celei de-a doua fiice, în 1842.
Caliopia împreună cu sora sa au fost crescute de bunica din partea mamei, Sultana Capeleanu. Conform tradiției vremii, a fost trimisă la pension la Craiova, pe care îl va întrerupe la  vârsta de 16 ani, când rămâne orfană și de tată, în urma morții lui Luca Pleșoianu. Rămâne sub tutela a doi unchi cu concepții conservatoare - Iancu Capeleanu și Matei Vlădescu – care o trimit la mănăstirea Ostrov – Călimănești, în grija Maicii Maximilia,  care era soră cu Ion Brătianu.
În aceste circumstanțe cei doi se vor cunoaște și, în ciuda diferenței de vârstă de 20 de ani și a opoziției familiei Piei, se vor căsători la 6 iulie 1858, la Mănăstirea Ostrov, fiind cununați de fratele lui Ion, Teodor Brătianu și de bunica Piei, Sultana Capeleanu.
Tânăra familie decide să se stabilească la Ștefănești, una dintre moșiile care îi reveniseră lui Ion C. Brătianu la moartea tatălui său (împreună cu cele de la Lerești și Sâmburești). În 1858 începe refacerea casei de la Ștefănești, perioadă în care familia Brătianu va locui la una din surorile lui Ion, „mama Anica Furduescu”.
În primii ani după căsătorie o puternică influență asupra sa o va avea Maria Rosetti, pe care a luat-o ca model. Pia venea din familie cu principii de viață sănătoase, dar avea un nivel de instruire superficial, primit pe timpul cât a stat la pension. Impresionată de noua lume în care a intrat prin căsătorie, a avut puterea de a-și recunoaște lipsurile din pregătirea sa, începând, la dorința sa expresă să ia lecții de franceză, istorie, literatură și gramatică. Ion Brătianu s-a oferit să-i predea el însuși lecțiile de istorie, dar se pare că talentul său pedagogic nu era unul ieșit din comun, pentru că Pia îl aprecia ca fiind „un profesor lipsit de răbdare pedagogică”. 
După cum arăta fiica sa cea mare, Sabina Brătianu-Cantacuzino „Doamna Rosetti a învățat-o gospodăria occidentală, pe cea românească o știa deja de la mamă-sa mare, moașă-mea, cum îi zicea și întotdeauna a avut o casă ținută în perfecție, o masă excelentă, căci tata, deși foarte simplu în gusturile lui, era foarte exigent pentru calitatea și pregătirea bucatelor”.
Pia și Ion C. Brătianu au avut opt copii, trei băieți și cinci fete prima dintre acestea, Florica, murind la vârsta de numai trei ani. În memoria ei, Ion Brătianu va denumi reședința de la Ștefănești cu numele cu care a intrat în istorie: „Florica”. Ceilalți copii au fost: Sabina (1863-1941, căsătorită cu doctorul Constantin Cantacuzino), Ion (1864-1927, prim-ministru), Dinu (1866-1950, inginer constructor), Vintilă (1867-1930, prim-ministru), Maria (1868-1945, mama poetului Ion Pillat), Tatiana (1870-1940) și Pia (1872-1946, căsătorită Alimăneșteanu).
Mărturiile celor care au cunoscut-o pe Pia Bratianu o descriu ca „o ființă de o rară modestie și de o nobilă simplitate, trăsături cultivate prin educație. Mândră din fire și nu lipsită de o sclipitoare ironie, a avut aceeași înțeleaptă seninătate în fața bucuriilor și a durerilor vieții.”  La rândul său, istoricul Ioan Nistor spunea că ea a reprezentat „zeitatea nevăzută care a suflat vânt bun în pânzele corabiei cu care Brătienii au navigat bărbătește și cu mult folos pentru țară prin furtunile istoriei noastre”.

## Galerie imagini

Pia Brătianu
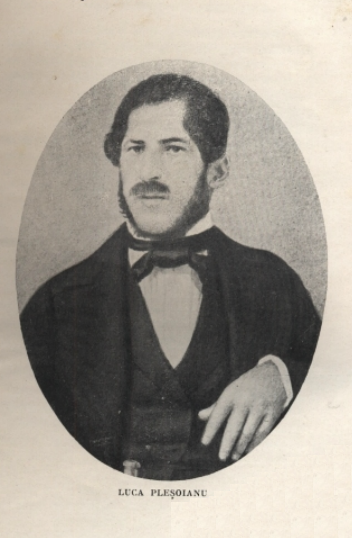
Luca Pleșoianu (tatăl Piei Brătianu), în jurul anului 1850
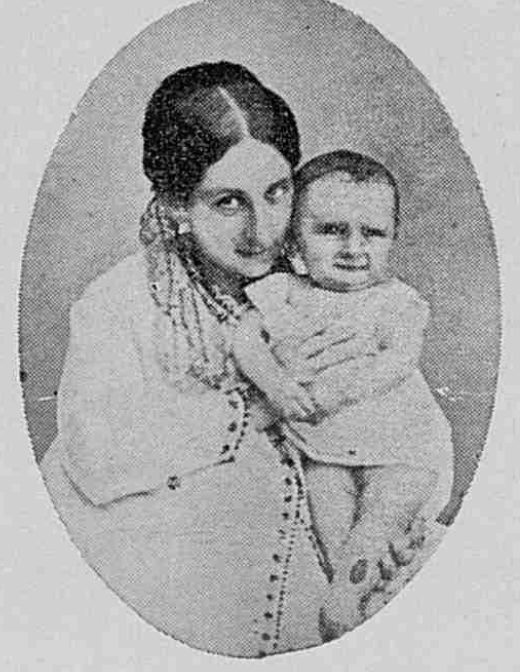
Pia Brătianu cu Vintilă, la vârsta de un an
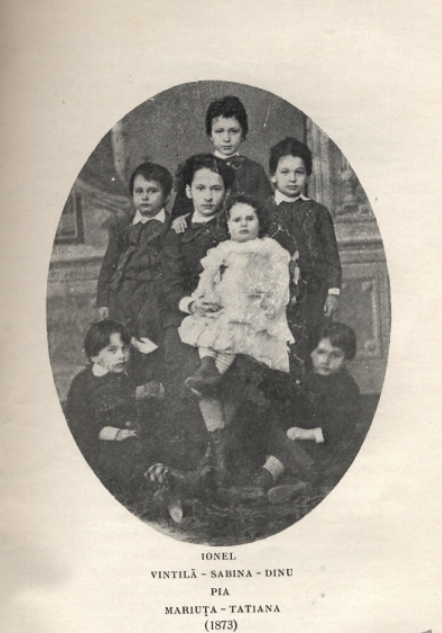
Copiii familiei Ion C Brătianu la 1873
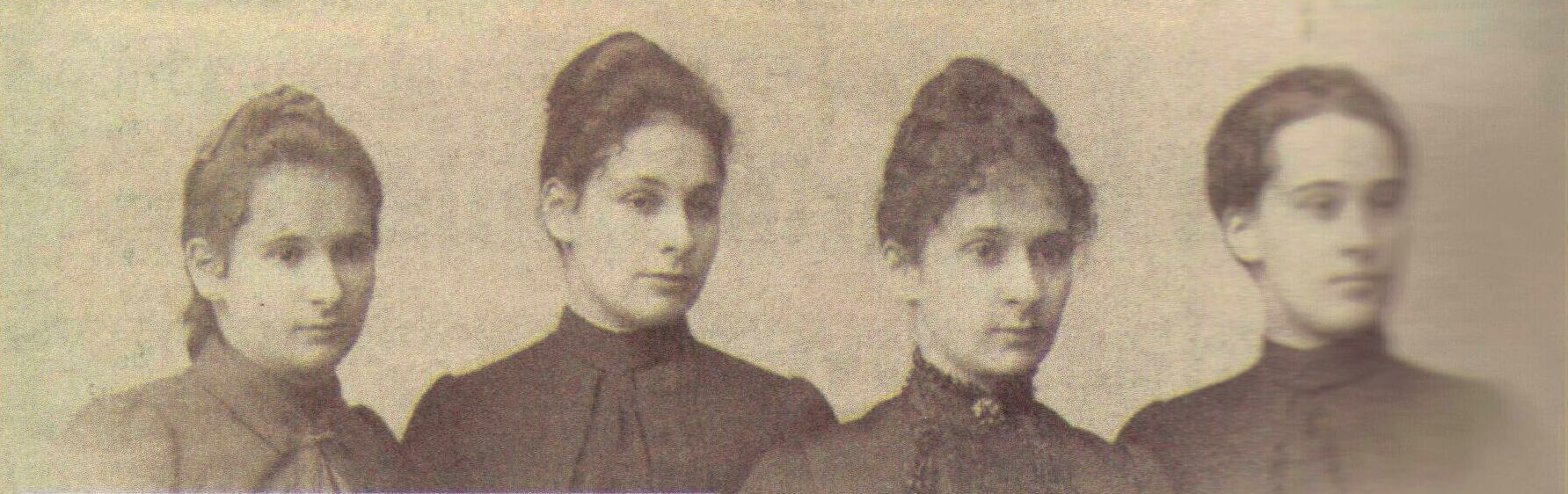
Fetele din familia Piei și a lui Ion C. Brătianu
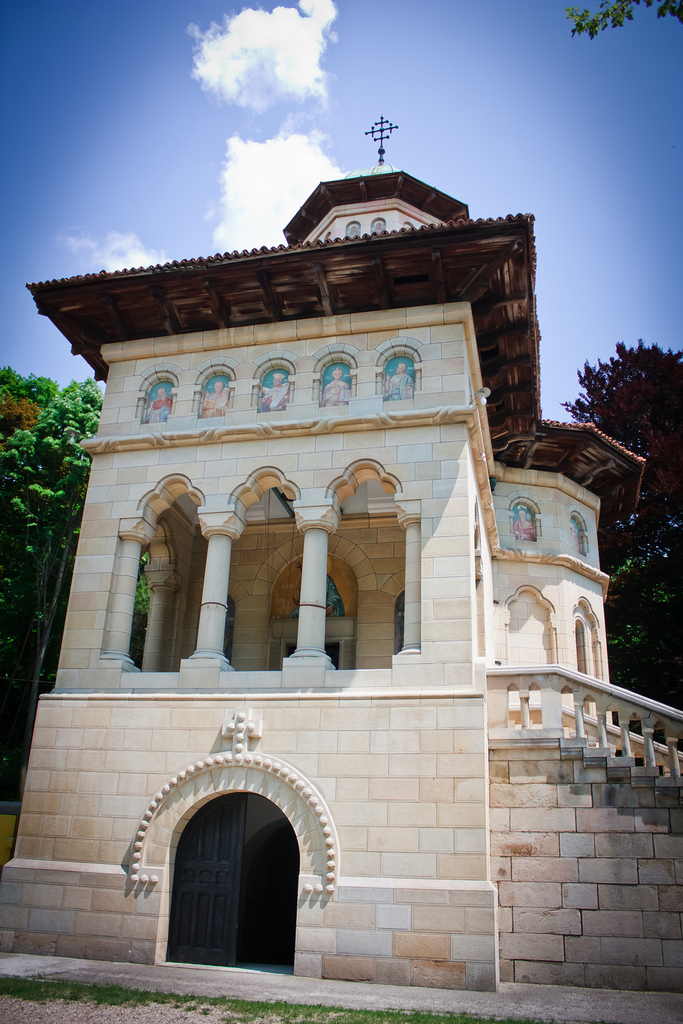
Capela Brătienilor de la Florica
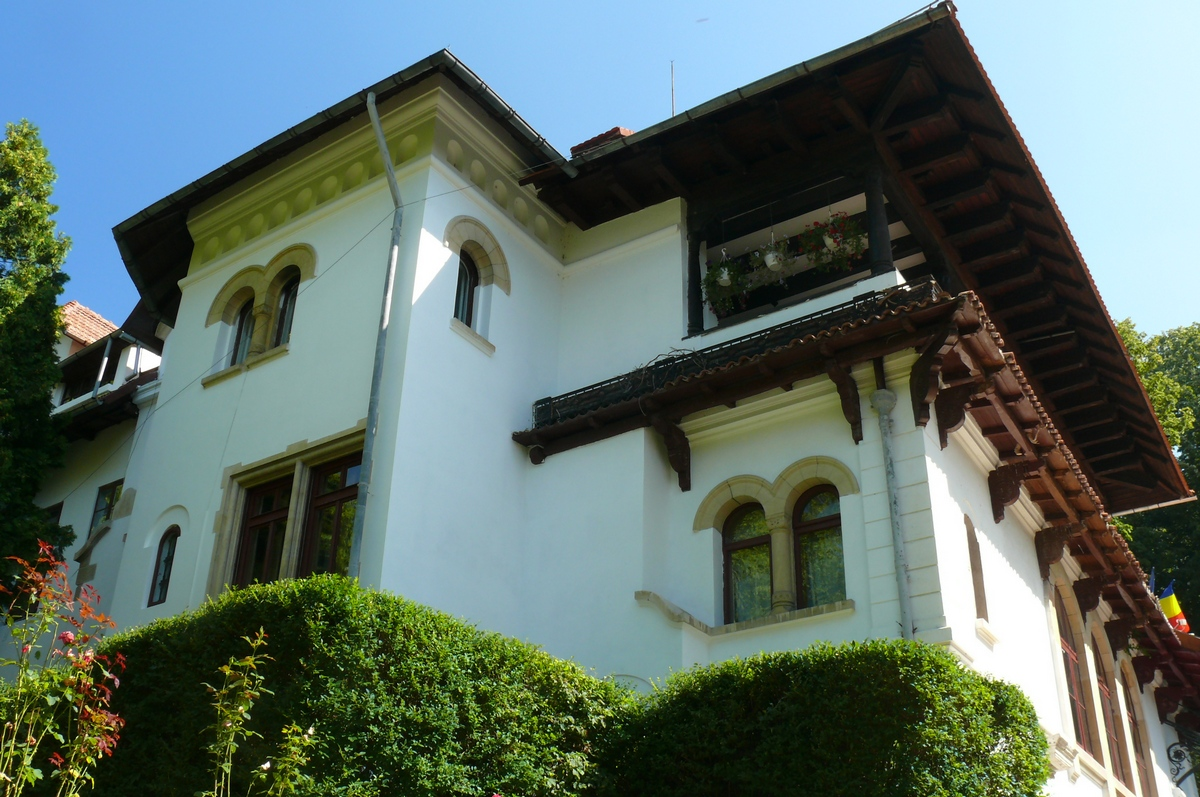
Conacul Brătianu - Vila „Florica”